# Fuente conmemorativa de Diana de Gales

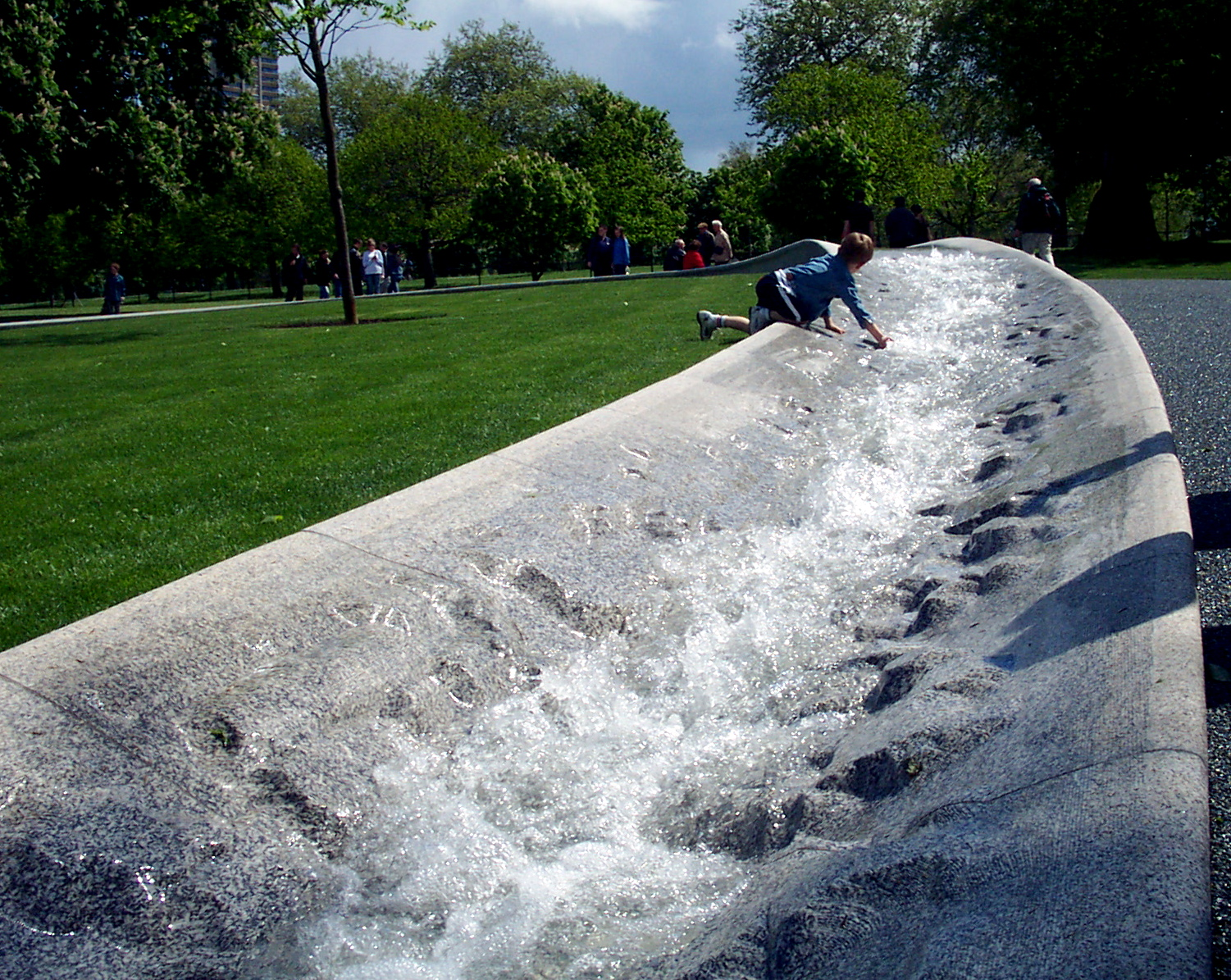
Fuente conmemorativa de Diana de Gales, en Hyde Park (Londres).

La Fuente conmemorativa de Diana de Gales es un monumento en Londres dedicado a Diana, princesa de Gales, quien falleció en un accidente automovilístico en 1997. Fue diseñado para expresar el espíritu de Diana y su amor por los niños.
La fuente se encuentra en la esquina suroeste de Hyde Park, al sur del lago Serpentine y al este de la Serpentine Gallery. La piedra angular fue colocada en septiembre de 2003, y fue inaugurada oficialmente el 6 de julio de 2004 por la reina Isabel II. También estuvieron presentes el hermano menor de Diana, Charles Spencer; su exesposo, el príncipe Carlos (futuro Carlos III); sus hijos, el príncipe Guillermo y el príncipe Enrique; su exsuegro, el príncipe Felipe; y sus dos hermanas, Lady Jane Fellowes y Lady Sarah McCorquodale. La ceremonia de inauguración reunió a los Windsor y a los Spencer por primera vez en siete años.

## Diseño

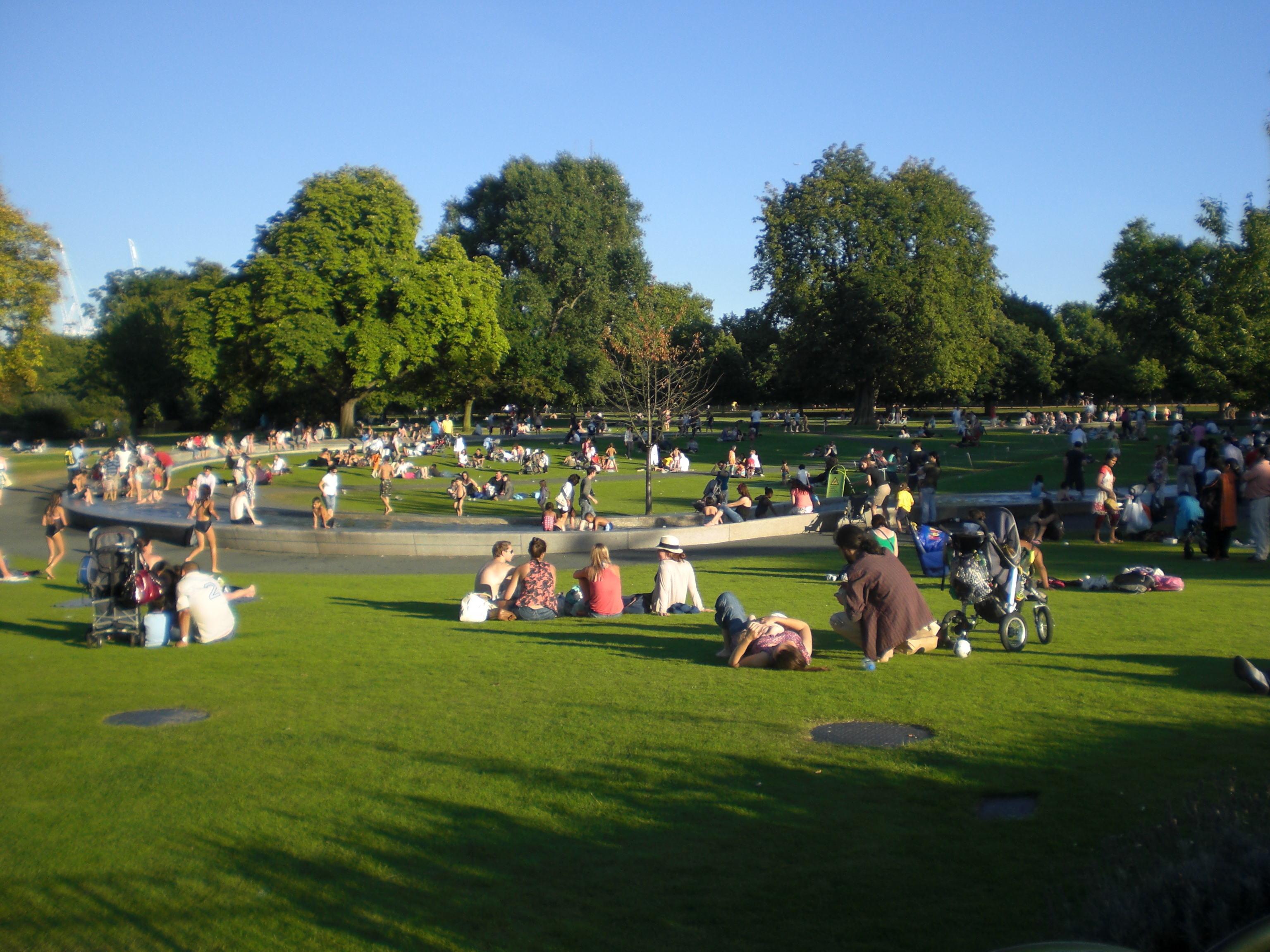
La zona de la Fuente conmemorativa en Hyde Park.

El trabajo en el proyecto comenzó en 2001. La fuente fue diseñada por Gustafson Porter, y tuvo un costo de £3,6 millones. Kathryn Gustafson, paisajista estadounidense, comentó que deseaba que la fuente fuera accesible y reflejara la personalidad «inclusiva» de Diana. Gustafson expresó: «Por encima de todo, espero que sea un homenaje digno para la princesa y haga honor a la persona increíble que fue».

## Construcción
Las 545 piezas individuales de granito de Cornualles fueron cortadas con sofisticadas máquinas de corte controladas por computadora por S. McConnell & Sons en Kilkeel, Irlanda del Norte, y luego trasladadas a Inglaterra por mar.
Aunque se describe como una fuente de piedra ovalada, el monumento tiene la forma de un gran lecho de arroyo ovalado que mide aproximadamente 50 por 80 metros; rodea y está rodeado de un exuberante campo de césped. El lecho de granito del arroyo tiene entre 3 y 6 metros de ancho, es poco profundo y se dispone en una ligera pendiente del parque, de modo que el agua, bombeada hasta la cima del óvalo, fluye por ambos lados. Un lado del lecho desciende suavemente hacia el final de la pendiente, con ligeras ondulaciones; el otro lado presenta una variedad de escalones, canales, curvas y otras formas, creando efectos interesantes mientras el agua fluye hasta la apacible piscina en la parte baja. Ambos lados pretendían representar las dos facetas de la vida de Diana: momentos felices y épocas de turbulencia.

## Seguridad y saneamiento

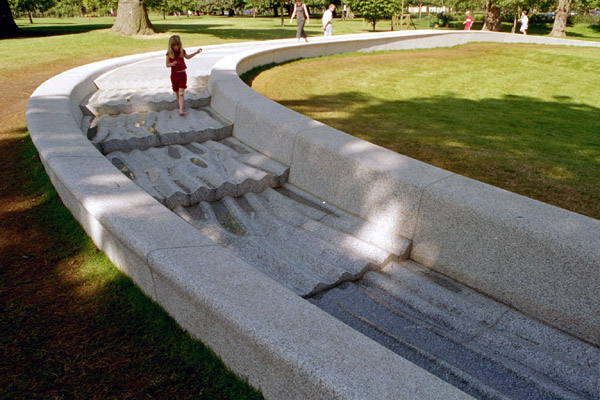
Detalle del lecho de un arroyo sin agua fluyendo.

Diana era vista como una princesa contemporánea y accesible, por lo que el objetivo de la fuente conmemorativa era permitir que las personas accedieran a la estructura y al agua para caminar tranquilamente y contemplar. Sin embargo, poco después de su apertura, y tras tres hospitalizaciones de personas que resbalaron en el agua, la fuente fue cerrada. Reabrió en agosto de 2004, rodeada por una nueva valla, y seis vigilantes impidieron que la gente caminara o corriera en el agua.

Aunque la fuente estuvo abierta solo una parte de la temporada de 2004 y el clima no fue particularmente húmedo, el césped adyacente a parte de la fuente se deterioró gravemente y parecía que podría convertirse en un lodazal si llegaba a llover intensamente durante la temporada principal de visitas. Así, en diciembre de 2004, se inició otro proyecto de modificación, que incluyó trabajos de drenaje, la instalación de nuevas superficies duras en algunas de las áreas más transitadas y la siembra de una mezcla especial de pasto de centeno resistente en otras.